# Wojciechów (kolonia w powiecie namysłowskim)
Wojciechów – kolonia w Polsce położona w województwie opolskim, w powiecie namysłowskim, w gminie Wilków.
W latach 1975–1998 miejscowość należała administracyjnie do województwa opolskiego.